# Bitva o Erzincan
Bitva o Erzincan (rusky Эрзинджанское сражение, turecky Erzincan Muharebesi) bylo vojenské střetnutí armád Ruského imperia a Osmanské říše v rámci bojů první světové války na kavkazské frontě. Bitva se odehrála ve Východní Anatolii u města Erzincan od 2. do 25. července roku 1916. Ruské kavkazské armádě pod velením generála Nikolaje Judeniče se v boji podařilo porazit Osmanskou 3. armádu vedenou generálem Vehipem Pašou.
Judeničovi se na počátku roku 1916 podařilo dobýt osmanskou pevnost Erzurum a obsadit strategicky významný černomořský přístav Trabzon, kudy mohli Rusové efektivněji doplňovat své zásoby a síly na kavkazské frontě. Enver Paša proto nařídil 3. armádě, aby se Trabzon pokusila dobýt zpět. Po selhání osmanské ofenzívy však Rusové zahájili protiútok, během něhož oblehli a obsadili Erzincan. Tím přerušili nepřátelské zásobovací linie a donutili Osmany ustoupit.